# Ammergauské Alpy
Ammergauské Alpy jsou pohoří nacházející se na hranicích Rakouska (Tyrolsko) a Německa (Bavorsko). Zde také leží zhruba tři čtvrtiny rozlohy. Nejvyšším vrcholem je Daniel (2340 m) ležící na jihovýchodě masivu, v rakouské části. Geomorfologicky se pohoří řadí do Severních vápencových Alp.

## Poloha
Severní a východní hranici tvoří tok řeky Ammer. Na západě je pohoří vymezeno tokem řeky Lech a jezerem Forggensee. Na jihu odděluje Ammergauské Alpy od sousedního masivu Wetterstein a Lechtalských Alp spojnice měst Reutte - Heiterwang - Lermoos.

## Geografie
Pohoří se dělí na několik menších celků.
- Trauchberge (nejvyšší vrchol je Hohe Bleick, 1638 m)
- Klammspitzkamm (nejvyšší vrchol je Klammspitze, 1924 m)
- Laber-Hörnle-Gruppe (nejvyšší vrchol je Laber 1686 m)
- Hochplatten-Tegelberg-Gruppe (nejvyšší vrchol je Hochplatte 2082 m)
- Säulinggruppe (nejvyšší vrchol je Säuling, 2047 m)
- Kreuzspitzgruppe (nejvyšší vrchol je Kreuzspitze, 2185 m)
- Kramergruppe (nejvyšší vrchol je Kramer, 1985 m)
- Südlicher Hauptkamm (Danielkamm) (nejvyšší vrchol je Daniel, 2340 m)

## Vrcholy
| - Daniel (2340 m) - Blattberg (2248 m) - Kreuzspitze (2185 m) - Hochplatte (2082 m) - Friederspitz (2050 m) - Säuling (2047 m) - Krähe (2012 m) - Gabelschrofen (2010 m) - Kramerspitz (1985 m) - Hoher Straußberg (1934 m ) | - Klammspitze (1924 m) - Notkarspitze (1889 m) - Geiselstein (1885 m) - Tegelberg (1881 m) - Hoher Ziegspitz (1864 m) - Tauernspitze (1841 m) - Teufelstättkopf (1758 m) - Laber (1686 m) - Hohe Bleick (1638 m) - Ettaler Manndl (1633 m) |

## Charakteristika
Na severu, v německu, mají hory charakter spíše travnatých, holých kopců nebo zalesněných hřebenů. Čím více pokračuje pohoří na jih tím se stává jeho scenérie drsnější a vrcholy dostávají zajímavé tvary, díky majoritnímu výskytu vápence. Nad travnaté holiny vystupují bílé vápencové vrcholové partie hor. Pohoří je velmi bohaté na vodu. Kromě významných řek, zde protékajících, jako je Lech či Ammer, zde nalezneme údolní potoky Erzbach, Pöllatbach či Elmaubach. Alpský ráz krajiny dotvářejí velká ledovcová jezera Forggensee či Banwaldsee na západě masivu, Plansee a Heiterwangersee v rakouské části pohoří.

## Turismus

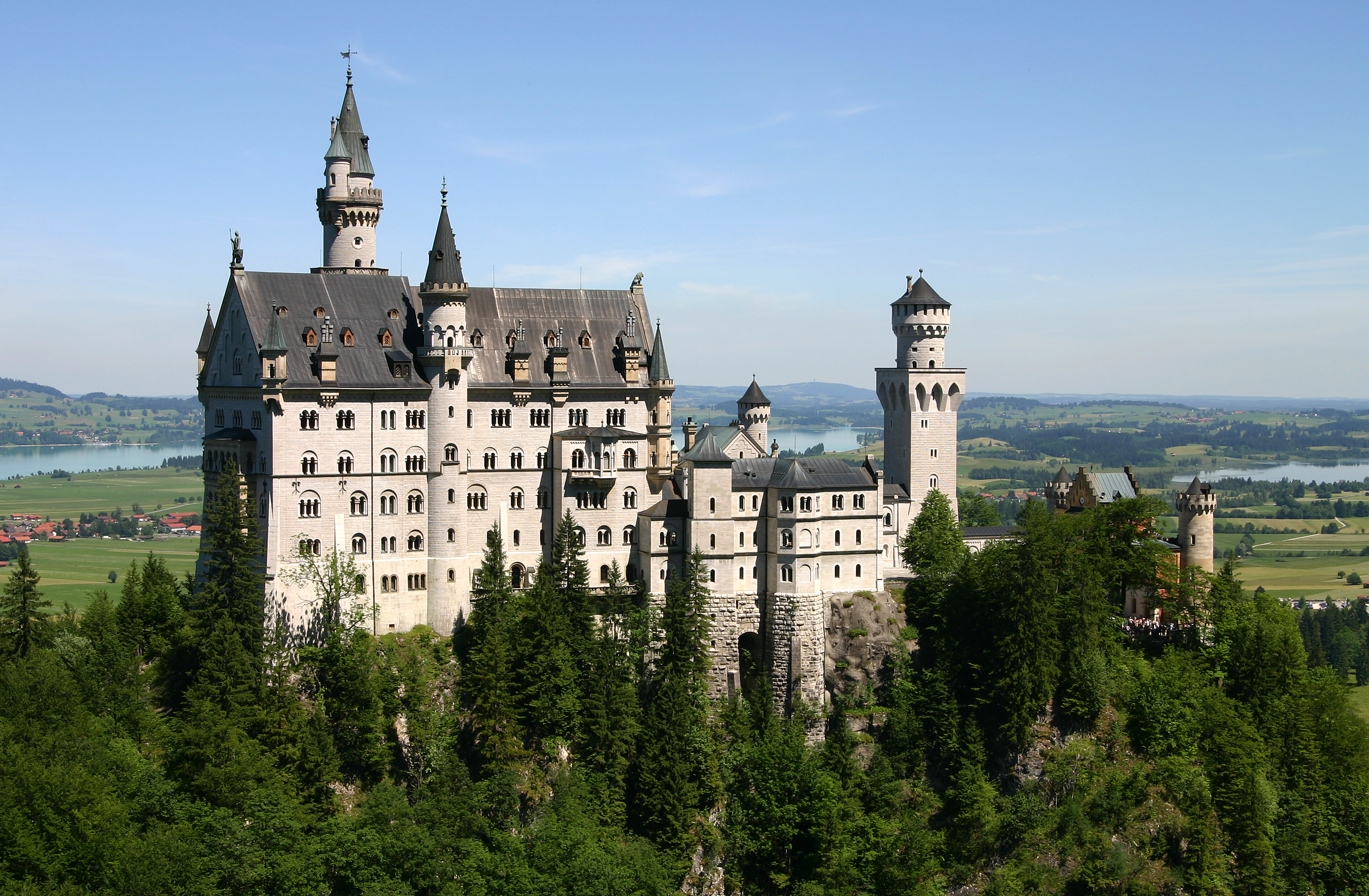
Zámek Neuschwanstein

Středem pohoří prochází státní silnice, která přesně na hranicích dosahuje silničního sedla Ammersattel (1118 m) a klesá k turisticky vyhledávanému zámku Linderhof. V západní části hor, poblíž města Schwangau stojí pohádkově vypadající zámek Neuschwanstein. Zde se také nachází zimní lyžařské středisko s několika vleky a sjezdovými tratěmi. Dalším významným zimním střediskem oblasti je město Oberammergau a především olympijské město Garmisch-Partenkirchen, ležící zcela na východě pohoří. Vzhledem k dobré přístupnosti vrcholů je v horách velmi málo horských chat. Většinu túr lze zvládnout v jednom dni.